# Disco Noir
Disco Noir – siedemnasty studyjny album polskiego rapera Tedego. Płyta ukazała się 4 czerwca 2020 roku nakładem wytwórni Wielkie Joł. Dystrybucją płyty zajęła się wytwórnia Asfalt Records. 
Album został wyprodukowany w całości przez Sir Micha.
We wrześniu 2024 Disco Noir uzyskał certyfikat złotej płyty za sprzedaż ponad 15 tys. egzemplarzy.

## Lista utworów
1. CD
1. „Disco Noir” (gościnnie: PlanBe)
2. „Dziewczyna z Klubu techno”
3. „Allinka”
4. „Ja będę tańczył”
5. „Się liczy hajs”
6. „Sukki”
7. „Nie znam ich”
8. „Nananana (Dziupla 2.0)” (gościnnie: Setka)
9. „Jak zawsze”
10. „Kobiety, wino i śpiew”
11. „Być jak wy” (gościnnie: Tymek)
12. „Tylko palmy”
13. „W ten dzień”
14. „Kickdown” (bonus track)
15. „Tańcuj” (bonus track)
16. „HI6CII / #hot16challenge2” (bonus track)

2. CD (Przedłużyfszy)
1. „Gniazdkowijka”
2. „Rakietta”
3. „Psiapsi” (gościnnie: Milena Szymańska)
4. „Ustawienia fabryczne”
5. „Róbmy swoje”
6. „Tańcz głupia”
7. „Cotusię”
8. „Post: HipHop” (gościnnie: Książę Kapota)
9. „#hot16challenge2” by DJ Buhh